# Scopula contaminata
Scopula contaminata är en fjärilsart som beskrevs av Giovanni Antonio Scopoli 1763. Scopula contaminata ingår i släktet Scopula och familjen mätare. Inga underarter finns listade.